# Rupert Graves
Rupert Graves, född 30 juni 1963 i Weston-super-Mare i Somerset, är en brittisk skådespelare. Graves är känd i sitt hemland för extensivt arbete inom film, TV och teater, i Sverige är han dock förmodligen främst känd för sina roller i Forsytesagan  (2002), V för Vendetta (2005), Ta en flicka som du (2000) och Ett rum med utsikt (1985). 2010 gjorde Rupert Graves rollen som Kommissarie Lestrade i den brittiska tv-serien Sherlock.

## Filmografi i urval
- Emma 2020
- Sherlock (2010) (TV-serie)
- Garrow's Law (2009–2011) (TV-serie)
- V för Vendetta (2005)
- Spooks (2005) (TV-serie)
- Charles II: The Power & the Passion (2003) (TV)
- Extreme Ops (2002)
- Forsytesagan (2002) (TV-serie)
- Ta en flicka som du (2000) (TV-serie)
- Dreaming of Joseph Lees (1999)
- Cleopatra (1999) (TV)
- The Revengers' Comedies (1998)
- Mrs. Dalloway (1997)
- Främlingen på Wildfell Hall (1996) (TV-serie)
- Intimate Relations (1996)
- Den galne kung George (1994)
- Damage (1992)
- Kommissarie Morse (1992) (TV-serie)
- Där änglar vägrar gå (1991)
- The Plot to Kill Hitler (1990) (TV)
- A Handful of Dust (1988)
- Maurice (1987)
- Ett rum med utsikt (1985)